# Ricardo Zamora

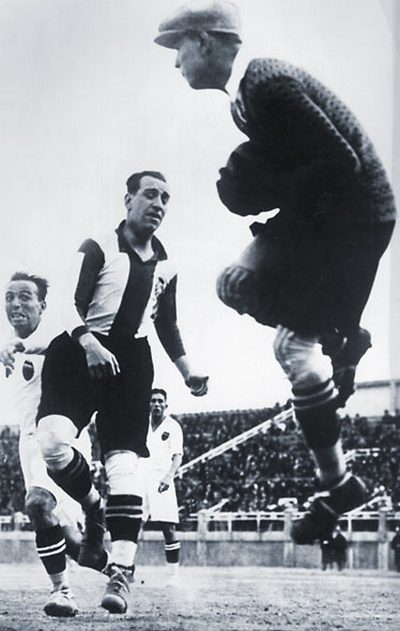

Ricardo Zamora Martínez (Barcelona, 1901. január 21. – Barcelona, 1978. szeptember 15.) spanyol labdarúgó, 46-szoros válogatott kapus.

## Élete
Zamora pályafutását szülővárosában, az RCD Espanyol csapatánál kezdte 1916-ban. 1919-ben került a város rivális csapatához, az FC Barcelonához. Innen került be a válogatottba is, amellyel az 1920-as olimpián ezüstérmet szerzett. Kétszeres spanyol kupagyőztes lett, mielőtt 1922-ben visszatért az Espanyolhoz. E csapattal ugyanezt a kupát 1929-ben nyerte meg. Ebben az évben Zamora tagja volt annak a spanyol válogatottnak, mely 4-3-ra megverte anglia csapatát; ez volt a szigetországiak első veresége a Brit szigeteken kívüli csapattól. Zamora ráadásul a mérkőzés közben bordatörést szenvedett, de végig a pályán maradt.
1929-ben másodszor is elhagyta az Espanyolt, és a Real Madridhoz szerződött, ezzel karrierje legsikeresebb szakasza kezdődött el. A csapat első La Liga bajnoki címét 1932-ben szerezték meg, egy évre rá sikerült a címvédés, a bajnoki címek mellé a spanyol kupát is kétszer elhódították. 
Zamora 1936-ban fejezte be a pályafutását. Ekkor Franciaországba menekült a Spanyol polgárháború elől. Később több spanyol csapat edzője volt.

## Emlékezete
A spanyol bajnokság legkevesebb gólt kapó kapusának járó díjat róla nevezték el Zamora-díjnak.